# Audrey Bernard
Pour les articles homonymes, voir Bernard.
Audrey Bernard, née à Paris le 19 août 1922 à Paris et morte le 30 mai 1997 à Boulogne-sur-Mer, est une poétesse et peintre française.

## Biographie
Audrey Bernard fut conférencière de la Caisse nationale des monuments historiques.
Elle fut lauréate du Prix Max-Pol Fouchet en 1987.

## Œuvres
Poésie
- Parmi le vent des tournesols, Les Presses Littéraires, 1998, édition posthume
- L'Autre Regard, Éd. Caractères, 1993  (ISBN 2-85446-079-0)
- Vue du septième nuage, Éd. Caractères, 1991  (ISBN 2-85446-014-6)
- Le Pays sans visage, Centre Froissart, 1990 (Prix Pierre Basuyau 1990)
- Mémoire des fleuves, Ed. Barré-Dayez, 1990
- La Nuit des Hespérides, préface d'Édouard Glissant, l'Âge d'homme, 1987 (prix Max-       Pol Fouchet)
- L'éclat dissident, Ed. Barré-Dayez, 1986 (Grand Prix de la Ville d'Angers)
- Pour un manteau d'écume, Ed. Barré-Dayez, 1984 (Prix Sirven 1983)
- Parfois la mer, Éd. Gerbert, 1982
- Sursis pour une aube, Éd. Gerbert, 1982
- Voyage entre les îles, avec cinq illustrations de l'auteur, A. Bernard, chez Bené, 1980
- Au-delà des miroirs, Ed. Barré-Dayez, 1977 (Prix des poètes du Nord, 1977)
- Par la rose et le sable, Cahiers Froissart, 1976